# Грей, Генри, 1-й барон Грей из Гроуби
Генри Грей, 1-й барон Грей из Гроуби (англ. Henry Grey, 1st Baron Grey of Groby; 1547 — 26 июля 1614) — английский дворянин, придворный и член парламента, носил титул барона Грея из Гроуби (с 1603 года).

## Биография
Генри Грей был старшим и единственным сыном в семье лорда Джона Грея и его жены Мэри Браун. Получил образование в Крайст-черче, колледже Оксфордского университета, получив в 1568 году степень магистра искусств.
В возрасте 17 лет Генри унаследовал поместье отца в Пирго; 11 февраля 1565 года он был посвящён в рыцари, получив титул рыцаря-бакалавра. В 1569 году Генри поступил на службу в отряд джентльменов при королеве Елизавете I, где он был лейтенантом отряда с 1589 по 1603 годы.
В феврале 1589 года Генри присутствовал на заседании парламента, когда обсуждался закон о поставщиках, при этом Грей не одобрял предлагаемый закон. Также он выполнял ряд служебных обязанностей в графстве Эссекс, а в 1596 году он стал мастером королевских гончих, возглавив королевскую охоту.
После смерти Елизаветы I король Яков I пожаловал ему титул барона Грея из Гроуби. Получив большую часть земель в Лестершире, он переехал жить в Гроуби.
Скончался 26 июля 1614 года, после его смерти титул унаследовал его внук Генри.

## Семья
Был женат на леди Анне Виндзор, в браке с которой у него было 7 детей (5 сыновей и две дочери).